# 360 Carlova
Carlova (asteroide 360) é um asteroide da cintura principal com um diâmetro de 115,76 quilómetros, a 2,4535854 UA. Possui uma excentricidade de 0,1817627 e um período orbital de 1 896,58 dias (5,19 anos).
Carlova tem uma velocidade orbital média de 17,20013187 km/s e uma inclinação de 11,71228º.
Este asteroide foi descoberto em 11 de Março de 1893 por Auguste Charlois.